# 光法寺村
光法寺村（みつほうじむら）は、かつて岐阜県羽島郡にあった村である。
現在の羽島市正木町光法寺などに該当する。
かつては羽栗郡であったが、郡の合併で羽島郡の村となっている。

## 歴史
- 1889年（明治22年）7月1日 - 町村制により光法寺村発足。
- 1897年（明治30年）4月1日[1] - 羽栗郡と中島郡が合併して羽島郡となる。当村は羽島郡の所属となる。
- 1897年（明治30年）4月1日 - 坂丸村、森村、南及村、不破一色村、大浦村、曲利村、新井村、須賀村、三ツ柳村と合併し、正木村発足。同日光法寺村は廃止になる。